# Île de Quignénec
L'île de Quignénec (ou Quignénec) est une île de l'archipel des Glénan au sud de Fouesnant dans le Finistère.
Se situant à l'ouest du Loc'h, l'île de Quignénec est en fait un ensemble de trois îlots, avec un petit bâtiment en ruine, cabane de goémonier ou ancienne petite ferme.